# Diecezja Delhi
Diecezja Delhi – diecezja Malankarskiego Kościoła Ortodoksyjnego z siedzibą w Delhi w Indiach.
Została erygowana w 1975 roku. Obejmuje stany Harijana, Uttarakhand, Pendżab i Uttar Pradesh oraz przyległe tereny.